# 안정성의 섬

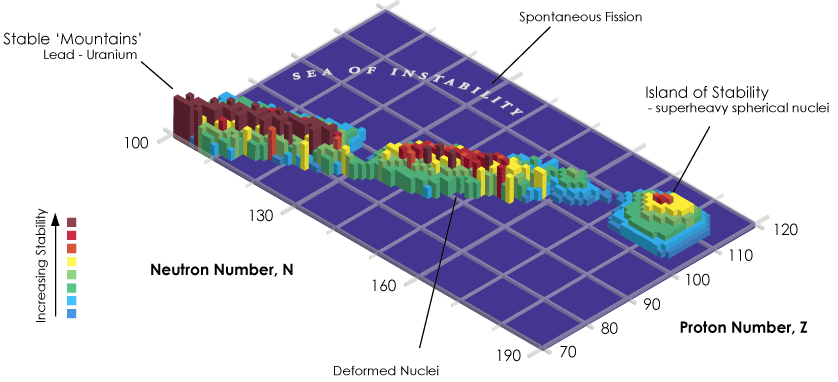
안정성의 섬을 나타내는 3차원 그림

안정성의 섬(Island of stability)은 핵물리학에서 양성자와 중성자의 개수가 마법수가 되어 긴 반감기를 가지는 원소이다. (양성자와 중성자 수가 모두 마법수인 것을 이중 마법이라고도 한다.) 양성자의 마법수는 114,120,126, 중성자는 184로 추정되고 있다.

## 큰 원자 번호를 가진 원소들의 반감기
납보다 높은 원자번호를 가진 모든 원소는 불안정하다. 원소의 안정성(알려진 동위원소 중에서 가장 긴 반감기를 가진 동위원소의 반감기)은 감소하다가 우라늄(92번)부근에서 증가하다 알려진 118번까지 다시 감소한다. 110번에서 113번까지 잠깐 증가한다. 아래에 관찰된 무거운 원소의 반감기를 쓴다.
| 원자번호 | 원소명     | 가장 오래가는 동위원소 | 반감기        | 문서                 |
| -------- | ---------- | ---------------------- | ------------- | -------------------- |
| 100      | 페르뮴     | 257Fm                  | 101일         | 페르뮴 동위 원소     |
| 101      | 멘델레븀   | 258Md                  | 52일          | 멘델레븀 동위 원소   |
| 102      | 노벨륨     | 259No                  | 58분          | 노벨륨 동위 원소     |
| 103      | 로렌슘     | 262Lr                  | 3.6시간       | 로렌슘 동위 원소     |
| 104      | 러더포듐   | 267Rf                  | 1.3시간       | 러더포듐 동위 원소   |
| 105      | 더브늄     | 268Db                  | 30.6시간      | 더브늄 동위 원소     |
| 106      | 시보귬     | 271Sg                  | 1.9분         | 시보귬 동위 원소     |
| 107      | 보륨       | 270Bh                  | 61초          | 보륨 동위 원소       |
| 108      | 하슘       | 277Hs                  | ~12 분        | 하슘 동위 원소       |
| 109      | 마이트너륨 | 278Mt                  | 7.6초         | 마이트너륨 동위 원소 |
| 110      | 다름슈타튬 | 281Ds                  | 11초          | 다름슈타튬 동위 원소 |
| 111      | 뢴트게늄   | 281Rg                  | 26초          | 뢴트게늄 동위 원소   |
| 112      | 코페르니슘 | 285Cn                  | 29초          | 코페르니슘 동위 원소 |
| 113      | 니호늄     | 286Nh                  | 19.6초        | 니호늄 동위 원소     |
| 114      | 플레로븀   | 289Fl                  | 2.6초         | 플레로븀 동위 원소   |
| 115      | 모스코븀   | 289Mc                  | 220밀리초     | 모스코븀 동위 원소   |
| 116      | 리버모륨   | 293Lv                  | 61밀리초      | 리버모륨 동위 원소   |
| 117      | 테네신     | 294Ts                  | 78밀리초      | 테네신 동위 원소     |
| 118      | 오가네손   | 294Og                  | 890마이크로초 | 오가네손 동위 원소   |

(109-118번에서는 알려진 가장 무거운 동위원소가 가장 안정하다. 따라서 더 안정한 동위원소가 있을 가능성이 있다.)

## 이야기
글렌 T. 시보그는 안정성의 섬이 Z=126 부근에 있고, 존재 가능한 원소의 끝은 이 섬 바로 다음에 있을 것이므로 존재 가능한 원자 번호의 상한은 130 미만이 될 것이라고 하였다.

## 합성의 문제점
안정성의 섬에 있는 원소들은 중성자가 많고, 충돌시키는 원자의 핵자수는 만들 원자핵의 핵자수보다 같거나 많아야 한다. 하지만 이러한 중성자가 많은 원자핵을 충분히 많이 모으는 것은 어렵다.

## 같이 보기
- 운비닐륨
- 운비헥슘
- 플레로븀